# Стрелиция
Стрели́ция, или Стрели́тция (лат. Strelitzia), — род растений семейства Стрелициевые (Strelitziaceae), состоящий из 5 видов, произрастающих в Южной Африке и Зимбабве. Некоторые виды широко культивируются в качестве декоративных растений открытого грунта и в горшочной культуре.

## Название
Ботаническое родовое название дано в честь принцессы Шарлотты Мекленбург-Стрелицкой, супруги британского короля Георга III, патронессы Королевских ботанических садов Кью в коллекции которых впервые в Европе появилась и была описана в 1789 году стрелиция королевская. В нём сохранено исходное немецкое написание Strelitzia, но русскоязычное произношение является искаженным вариантом — по правилам немецкого языка оно читается как «Штрелиц», что отражено, например, в названии района Мекленбург-Штрелиц и города Нойштрелиц, находящихся на месте бывшего герцогства Мекленбург-Стрелиц.

## Ботаническое описание
Многолетние растения, с одревесневающими стеблями, либо травянистые без стеблей, формирующие плотные группы многочисленных побегов.
Листья крупные, расположены супротивно в два ряда в одной плоскости, образуя «веер». Листовая пластинка цельная, голубовато-зеленая, кожистая, у вида стрелиция ситниковая отсутствует, листья редуцированы до цилиндрических черешков.
Соцветия с одним или несколькими красновато-коричневыми или бордовыми прицветниками-покрывалами в форме ладьи, внутри которой находятся цветки, раскрывающиеся поочередно.
Цветки эффектные, специфической формы. Венчик из 6 долей — три наружных (чашелистики) раздельные, белые или оранжевые, три внутренних (лепестки) голубые, сиреневыатые или белые, сросшиеся в форме наконечника стрелы, внутри которого заключены тычинки и пестик.
Плод — трехкамерная одревесневающая коробочка.
Семена шаровидные, твердые, гнездовые, имеют ярко-оранжевый ворсистый присемянник.
Современные филогенетические исследования показывают, что род стрелиций является монофилетической группой, то есть все виды происходят от одного общего предка.

## Распространение и экология
В природе стрелиции произрастают на территории Зимбабве (2 вида) и восточной части ЮАР (все виды).

## Классификация

### Таксономическое положение
|  |                                |  |                                                  |                                                  |                        |  | еще 7 семейств в порядке Имбирецветные (APG IV, 2016) |                                                    |                                                    |                        |
|  |                                |  |                                                  |                                                  |                        |  |                                                       |                                                    |                                                    | 5 видов (APG IV, 2016) |
|  |                                |  |                                                  | порядок Имбирецветные                            |                        |  |                                                       |                                                    | род Стрелиция                                      |                        |
|  |                                |  |                                                  | порядок Имбирецветные                            |                        |  |                                                       |                                                    | род Стрелиция                                      |                        |
|  | отдел Цветковые (APG IV, 2016) |  |                                                  |                                                  | семейство Стрелициевые |  |                                                       |                                                    |                                                    |                        |
|  | отдел Цветковые (APG IV, 2016) |  |                                                  |                                                  |                        |  |                                                       |                                                    |                                                    |                        |
|  |                                |  | ещё 63 порядка цветковых растений (APG IV, 2016) | ещё 63 порядка цветковых растений (APG IV, 2016) |                        |  |                                                       | еще 2 рода в семействе Стрелициевые (APG IV, 2016) | еще 2 рода в семействе Стрелициевые (APG IV, 2016) |                        |
|  |                                |  |                                                  | ещё 63 порядка цветковых растений (APG IV, 2016) |                        |  |                                                       |                                                    | еще 2 рода в семействе Стрелициевые (APG IV, 2016) |                        |

### Виды
В настоящее время по данным сайта WFO в род включается 5 видов.
- Strelitzia alba (L.f.) Skeels — Стрелиция белая
- Strelitzia caudata R.A.Dyer — Стрелиция хвостатая
- Strelitzia juncea (Ker Gawl.) Link — Стрелиция ситниковая
- Strelitzia nicolai Regel & K.Koch — Стрелиция Николая
- Strelitzia reginae Banks ex Aiton — Стрелиция королевская

## Галерея
| |  |  |  |
| Слева направо: 1 — стрелиция королевская; 2 — стрелиция Николая; 3 — стрелиция ситниковая; 4 — стрелиция белая |  |  |  |